# Nick Waterhouse
Nick Waterhouse (Santa Ana, Californië, 8 februari 1986) is een Amerikaanse zanger-liedschrijver en gitarist.

## Biografie
Waterhouse is vooral geïnspireerd door de muziek uit de jaren vijftig en zestig, gemengd met hedendaagse energieke rock. In zijn muziek zitten elementen van rhythm-and-blues, jazz en soul, versterkt met een blazerssectie en een achtergrondkoortje. Zijn ouders waren muziekliefhebbers en voedden hem op met de muziek van onder anderen Aretha Franklin, Van Morrison, John Lee Hooker en Mose Allison. Op de middelbare school richtte hij zijn eerste band op, The Intelligista. De band werd opgeheven toen de groepsleden van school gingen en naar verschillende universiteiten vertrokken. Waterhouse ging naar San Francisco, waar hij onder meer bevriend raakte met Matthew Correia, die later deel zou uitmaken van de garagerock-band Allah-Las.
Hij kreeg een baan in een platenwinkel, waar hij veel illustere rhythm-and-blues- en soulmuziek leerde kennen. Hij sloot zich aan bij een groep gelijkgezinde muzikanten en ontdekte de Distillery, een analoge studio in Costa Mesa, Californië. Hij raakte bevriend met de eigenaar van de studio, Mike McHugg, en nam in 2010 in die studio zijn eerste single Some place/That place op. Hij formeerde een begeleidingsband The Tarots en een achtergrondkoortje The Naturelles. Het eerste optreden vond plaats in december 2010. Hij trad regelmatig op met bands als de Allah-Las, indierockzanger Ty Segall, The Strange Boys en White Fence. Enkele maanden later sloot hij een platencontract af met Innovative Leisure Records.
In 2012 maakte hij een tournee met de Allah-Las door de Verenigde Staten en Europa. Hij trad op in Nederland, Duitsland, Frankrijk, België, Zwitserland, Spanje en het Verenigd Koninkrijk. In dat jaar bracht hij ook zijn eerste album Time's All Gone uit. Het nummer Time's All Gone Pt. 1 maakt deel uit van een reclamespotje voor de hybride auto de Lexus CT en This Is a Game werd gebruikt voor het PlayStation-spel MLB 14: The Show.
Waterhouse produceerde albums van de Allah-Las, de soul- en rhythm-and-bluesband Ural Thomas & the Pain en de latinsoulband Boogaloo Assassins. Soulzanger Leon Bridges zong mee op de single Katchi van het derde album Never Twice. Dat nummer is ook uitgebracht door het Franse dj-duo Ofenbach, die er in 2017 een eerste plaats mee veroverden in de Franse hitlijst.
In 2014 verscheen zijn tweede album Holly, geproduceerd door hemzelf en Kevin Augumas. Het volgende album Never Twice, dat Waterhouse zelf heeft geproduceerd, verscheen in september 2016. In maart 2019 verscheen een titelloos album, dat werd opgenomen in de Vox Recording Studios in Los Angeles met producer Paul Butler.

## Discografie

### Singles en ep's
- Some Place/That Place (2010) - met de Turn-Keys
- Is That Clear/I Can Only Give You Everything (2011)
- Don't You Forget It (2012) - met the Allah-Las
- Say I Wanna Know/If You Want Trouble (2012)
- Raina/Don't You Forget It (2013)
- This Is A Game/It #3 (2014)
- Old Place (2016)
- Ofenbach vs. Nick Waterhouse – Katchi (2 versies)
- LA Turn Around (2017)

### Albums
- Time's All Gone (2012)
- Holly (2014)
- Never Twice (2016)
- Nick Waterhouse (2019)

- Gemeinsame Normdatei: 1051616409
- International Standard Name Identifier: 0000 0003 7747 3386
- Library of Congress Control Number: no2012105053
- MusicBrainz: b20e16f4-4af2-4234-93ca-6c79525269a1
- Virtual International Authority File: 255008799